# 彼得·斯卡里
彼得·杰拉德·斯卡里（1963年1月13日—）是一名澳大利亚被定罪的儿童性虐待者。2018年6月，他被判犯有一项人口贩卖罪和五项强奸罪，并被判处终身监禁。他还因其他针对儿童的罪行受到审判，包括制作和传播虐待儿童色情、酷刑和谋杀。

## 背景
2011年，斯卡里从澳大利亚维多利亚州墨尔本逃往菲律宾，之后他因涉嫌参与财产欺诈计划，被指控犯有117起欺诈和欺骗罪。据称，他在棉兰老岛建立了一个利润丰厚的国际恋童癖圈，在暗网上提供儿童遭受酷刑和性虐待的按次付费的影音流。在通过互联网销售的录像中，其中一个显示一名五岁的女孩倒挂着，斯卡里和两名同伙强奸并折磨她。
斯卡里从贫困的父母手中买来女孩，他承诺给父母工作，并由斯卡里的两个菲律宾女友卡梅·安·阿尔瓦雷斯（Carme Ann Alvarez）和利兹·马格罗（Liezyl Margallo）以及其他女性熟人教育他们的孩子。阿尔瓦雷斯和马格罗都在斯卡里的视频中虐待过儿童。
其中一个视频涉及两名表姐妹，年龄分别为9岁和12岁，她们差点遭到谋杀。阿尔瓦雷斯从前是一名雏妓，斯卡里在街上发现了她并诱导其成为一个顺从的帮凶。她承诺给两个女孩食物，哄骗她们前往斯卡里的住所，斯卡里强迫她们彼此进行性行为，而他拍摄并录像。在阿尔瓦雷斯的帮助下，斯卡里也对两人实施了性虐待。女孩被锁在狗项圈中，在一次失败的逃跑尝试之后，她们被迫挖掘自己将来的坟墓。经过五天的虐待后，阿尔瓦雷斯可怜并释放了她们，让她们逃跑。两女孩报警后，阿尔瓦雷斯被捕，而斯卡里則開始逃亡。

### 《雏菊的毁灭》
斯卡里最臭名昭著的影片为《雏菊的毁灭》（Daisy's Destruction），他以高达一万美元的价格卖给了客户。此系列影片制作于2012年，因为过于极端，有一段时间被视为都市传说。影片内容是斯卡里和一些菲律宾同伙对一些女孩的酷刑和野蛮强奸，三个年龄最大的受害者是丽莎（Liza，12岁）、辛蒂（Cindy，11岁）和黛西（Daisy，18个月）。
在斯卡里的敦促下，他的一个女朋友——19岁的前雏妓利兹·马格罗——对儿童实施了一些极为严重的身体虐待和性虐待。事实上，马格罗似乎是对黛西唯一的实际加害者：影片邀请观众观看黛西的“精神毁灭”，因为她“学会了如何取悦她的主人”。
斯卡里将《雏菊的毁灭》放在他的无极限乐趣（No Limits Fun）“制作公司”之下，通过暗网卖给其他恋童癖者。在获得它的人中，斯卡里的澳大利亚同胞马修·大卫·格雷厄姆（Matthew David Graham）是有史以来最大的儿童色情制品供应商之一。格雷厄姆在22岁时被捕，他经营了一系列名為“痛核”（Hurtcore）的儿童色情网站。格雷厄姆表示，該视频可以为他的网站吸引更多观众。

## 逮捕与审判
在《雏菊的毁灭》浮出水面之后，警方发起了一场国际搜捕。警方最终追踪到菲律宾的马来巴来市，并于2015年2月20日抓捕了斯卡里。调查人员有6份逮捕令，都涉及对两名表兄妹的绑架和性虐待。警方在菲律宾搜捕斯卡里时，设法揭开了《雏菊的毁灭》中三个主要受害者的命运。丽莎和黛西一样仍存活，但她受到持久的身体伤害，情况很恶劣。据称，11岁的辛蒂后来被斯卡里谋杀。这名女孩遭受了强奸和折磨，并被迫挖掘自己的坟墓，最后被绳子勒死。根据马格罗的说法，斯卡里录下了自己杀死辛蒂的视频。
斯卡里共面临75项指控。他与其他协助制作色情内容的四名男子一起受审，包括德国人Christian Rouche，菲律宾人Alexander Lao和Althea Chia以及巴西医生Haniel Caetano de Oliveira。
2015年10月，一场大火严重破坏了包含斯卡里计算机日志和视频的证据室，破坏了关键证据。
时任聯合國毒品和犯罪問題辦公室项目协调员和虐待儿童调查专家玛格丽特·阿库洛（Margaret Akullo）称此案“可怕”，是她听过的最糟糕的案件。
2017年，菲律宾政界人士在一项将死刑重新引入菲律宾的法案中，排除了强奸、叛国和掠夺罪；法案的支持者同意将此类罪行排除在可判处死刑的人员名单之外，以便国会能更顺利地通过该法案。最終，法案以216票赞成，54票反对通过。但因此，斯卡里逃脱了迫近的死刑威胁。
2018年6月13日，斯卡里被判犯有一项人口贩卖罪和对未成年女孩进行性侵犯的五项强奸罪，被判处终身监禁。他因酷刑、谋杀和虐待儿童面临多达60项指控。阿尔瓦雷斯也被判处终身监禁。